# 村井屯
村井屯（1897年—1970年）是耶穌之御靈教會的創始人。他是衛理宗傳道的二兒子，後來到東京的青山神學院研究神學。當時，他信心裡很憂慮，並且想找機會自殺。因此在1918年時，村井屯計畫在岡山縣的渡輪上跳入水中，但他正要跳下之前，突然感覺被聖靈充滿及說出靈言。因此，村井屯就離開青山神學院出去開佈道會，不久就當上日本聖書會牧師（這教會後來改名為日本神召會）。
1941年時，村井屯牧師在台灣時，到了真耶穌教會查考道理及慕道，就接受洗禮。不久後他妻子宣稱收到了神的啟示，吩咐村井屯建立一個新的教會，名字必稱作「耶穌之御靈教會」。

## 著作
- 《聖書神學》
- 《教會案內》

## 外部連結
- 村井屯（英文）
- 村井屯（日語）